# صالح محمود عثمان
صالح محمود عثمان (1957) محامي سوداني في مجال حقوق الإنسان ولقد فاز بجائزة سخاروف لحرية الفكر عام 2007.